# Gunn-Zeichen
Das Gunn-Zeichen (nach Robert Marcus Gunn; auch: Kreuzungsphänomen) ist ein Begriff aus der Augenheilkunde.

Es beschreibt eine durch Störungen im Blutkreislauf (Arteriosklerose, Bluthochdruck etc.) ausgelöste Veränderung von Gefäßen der Netzhaut. Dabei werden kleine Venen in der Netzhaut (Retina) von sich überkreuzenden Arterien komprimiert.